# Collège de France

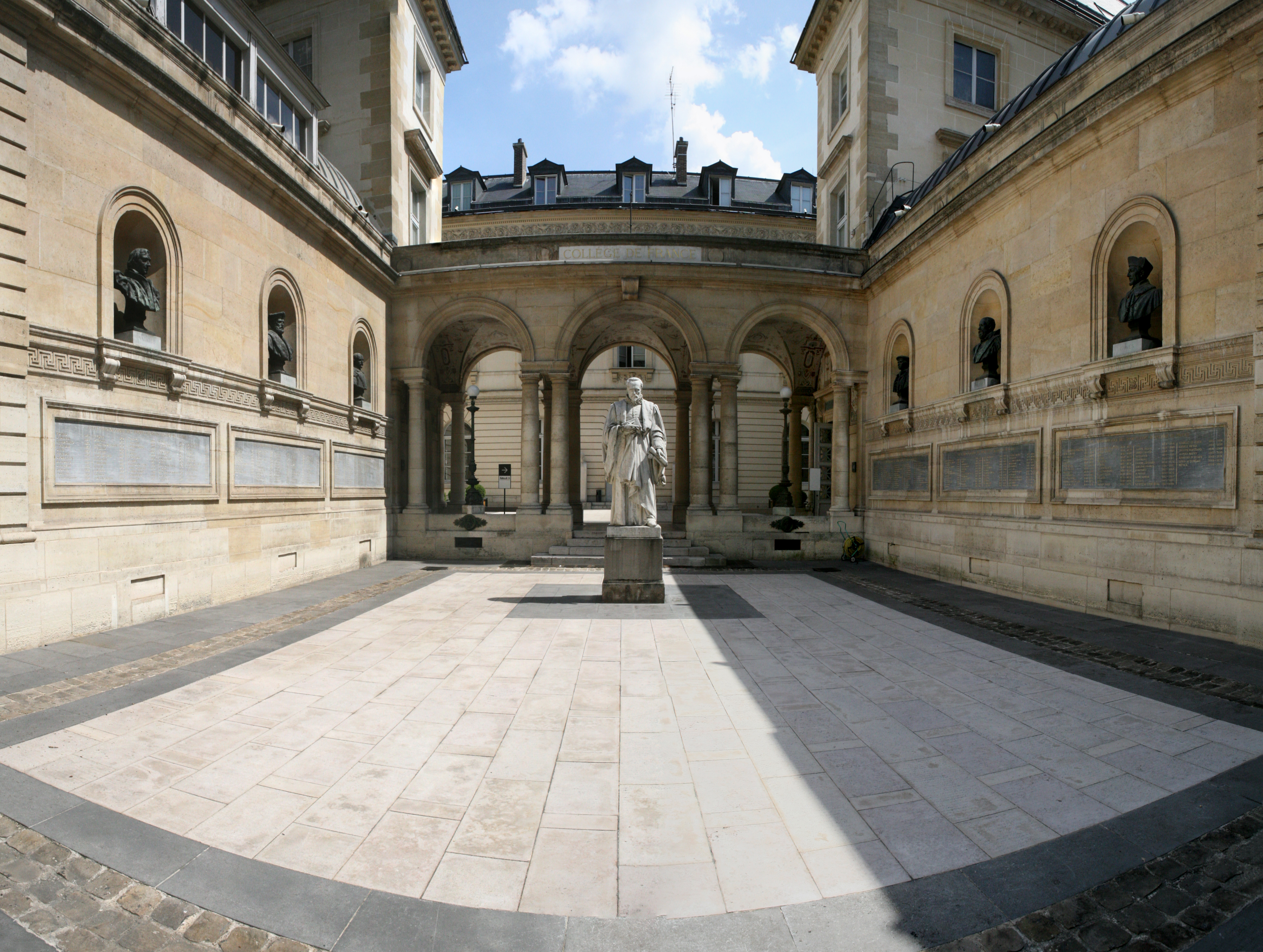
Cortile interno del Collège de France

Il Collegio di Francia (in francese Collège de France) è una scuola superiore universitaria (in francese grand établissement) e istituto di ricerca di alta eccellenza, con sede a Parigi in Francia. È situato nel V arrondissement, all'interno del quartiere latino, nelle vicinanze dell'università della Sorbona, all'incrocio fra rue Saint-Jacques e rue des Écoles.

## Storia
Chiamata inizialmente Collège royal, l'istituzione cambiò successivamente vari nomi (Collège des Trois Langues o in latino Collegium Trilingue, poi Collège National, poi ancora Collège Impérial), prima di ricevere il nome attuale nel 1870.

### Fondazione

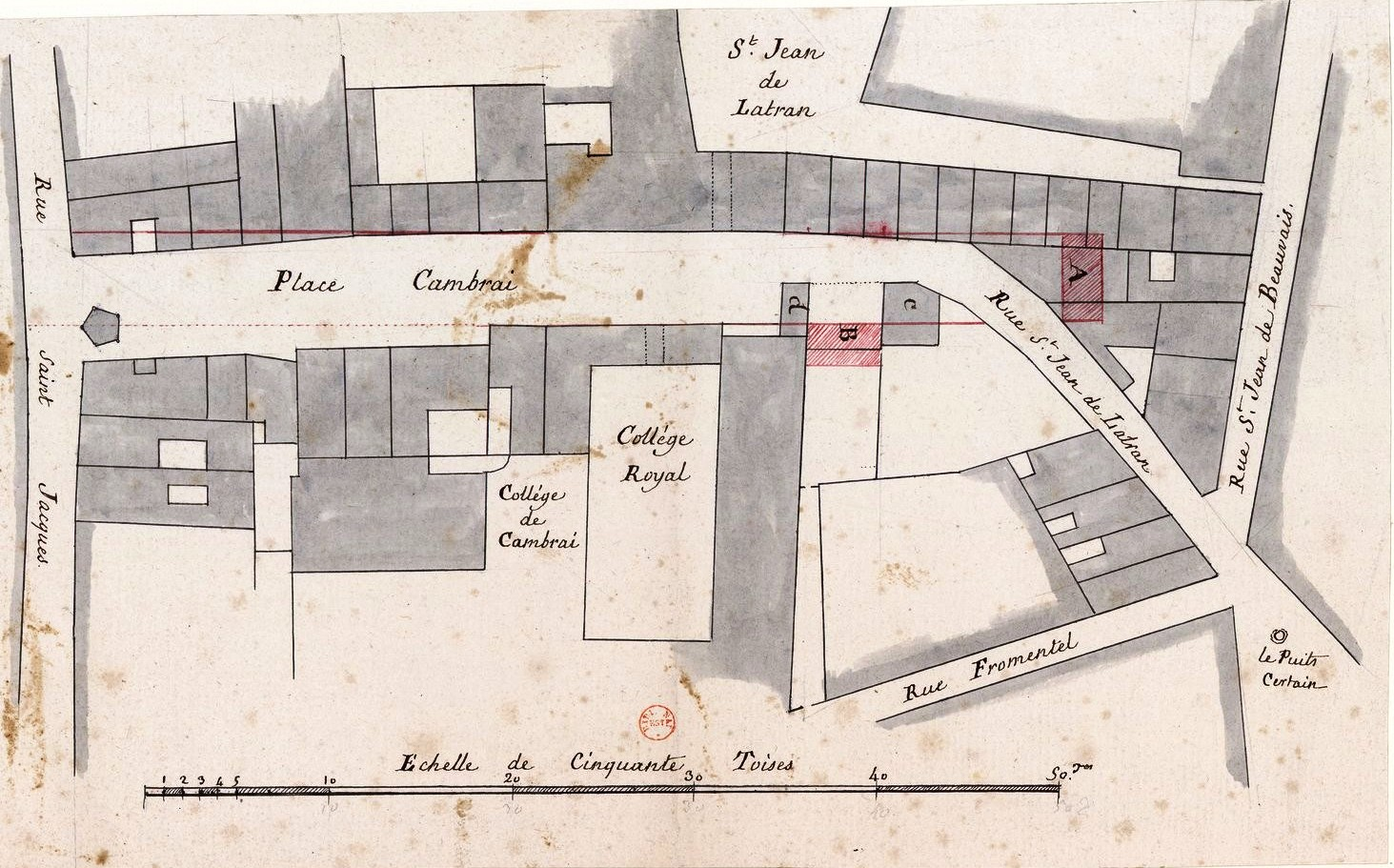
Piantina del Collège royal e del collège de Cambrai nel Settecento

La nascita del Collège si iscrive nel clima culturale dell'Umanesimo, movimento che si opponeva al modo di fare cultura della Scolastica, incentrato sull'insegnamento universitario. Perciò il Collège de France nasce come istituzione alternativa alle università non solo nei contenuti insegnati, ma anche nelle forme dell'insegnamento.

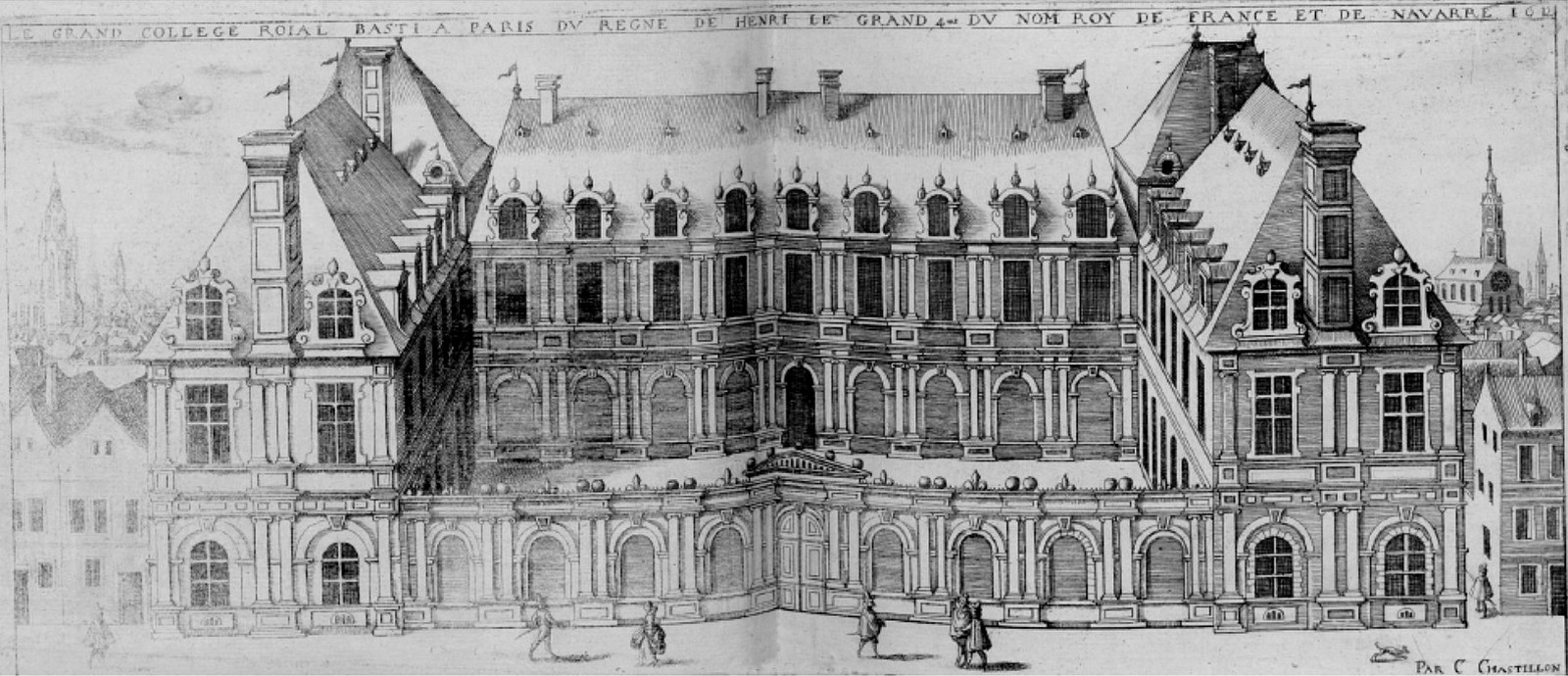
Il Collège Royal in un disegno del 1612

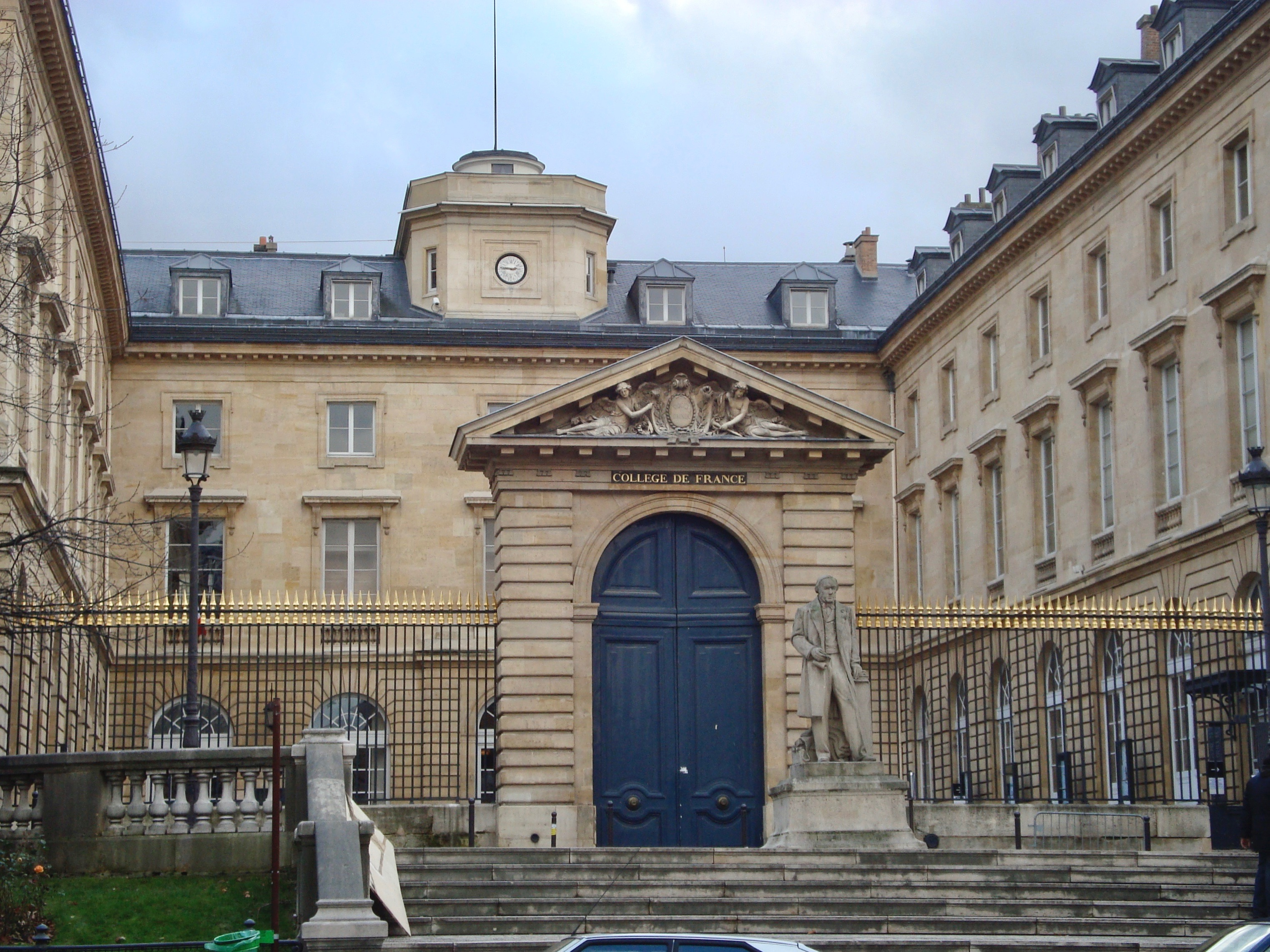
L'ingresso principale

Il Collège de France fu fondato da Francesco I nel 1530 su consiglio del suo maître de librairie ("Mastro bibliotecario"), il grande traduttore di opere classiche Guillaume Budé, il quale suggeriva d'istituire un collegio di lecteurs royaux (lettori reali), ispirandosi a quanto già avveniva al  Collegium Trilingue di Lovanio.
Perciò degli umanisti pagati dal re furono incaricati di insegnare delle materie trascurate o ignorate dall'Università di Parigi. La scuola, di ispirazione umanistica, fu fondata come alternativa alla Sorbona per promuovere materie come l'ebraico, il greco (di cui il primo maestro fu Janus Lascaris) e la matematica.
I primi lettori reali erano stati nominati dal re su suggerimento di Guillaume Budé. In seguito alle contestazioni di Pietro Ramo sulla competenza di Jacques Charpentier a occupare la cattedra di matematica, Carlo IX nel 1566 ordinò la pubblicità della vacanza delle cattedre. Tuttavia, le cattedre continuarono ad essere assegnate agli allievi dei precedenti titolari. Il cappellano di corte Jacques Amyot acquisì un grande potere sul Collège, che i suoi successori conservarono fino al 1671.

### Età moderna
Dalla fondazione il Collège royal, il cui motto è Docet omnia (Insegna tutto), è rimasto una delle principali istituzioni culturali francesi. I lettori reali beneficiavano degli stessi privilegi di cui godevano i consiglieri del re e i suoi commensali, fra cui il diritto di committimus.
Una cattedra di matematica fu istituita nel 1576 in esecuzione del testamento di Pietro Ramo, e gli fu intitolata. Alla fine del Cinquecento c'erano diciassette cattedre, con l'istituzione della cattedra di arabo, riportate poi a quattordici sotto Enrico IV, che però specializzò una cattedra di medicina in cattedra di anatomia, botanica e farmacia. La cattedra di diritto canonico fu fondata da Luigi XIII, mentre Luigi XIV aggiunse la cattedra di siriaco. Nel 1688 fu creata la carica di ispettore in favore di un professore che rappresentasse il Collegio davanti alle autorità pubbliche.
Il Collège de France ispirò alla fine del Settecento i fondatori del Conservatoire national des arts et métiers.

### Oggi
Il Collège de France si occupa di ricerche in campo storiografico e filologico, ma anche nelle discipline della fisica, della matematica, della chimica, delle scienze della terra, della psicologia cognitiva e della filosofia, spesso con intenti interdisciplinari. I suoi insegnamenti non sono diretti solo ad altri professori e ricercatori, ma rivolti a chiunque desideri seguire i suoi corsi.

## Organizzazione
Oggi il Collegio è diviso in cinque dipartimenti: scienze matematiche; scienze fisiche; scienze naturali; scienze filosofiche e sociologiche; scienze storiche, filologiche e archeologiche.
Il corpo docente è selezionato fra i ricercatori più avanzati dei rispettivi ambiti, tanto nelle materie scientifiche che in quelle umanistiche. Tutti i professori del Collège de France hanno l'obbligo di impartire 26 ore di insegnamento all'anno (che possono essere svolte in forma di seminari di 13 ore al massimo). I docenti devono presentare ogni anno una ricerca originale, e ciò li costringe a rinnovare ogni volta il contenuto del loro insegnamento.
La partecipazione ai corsi e ai seminari è del tutto libera e aperta a tutti, eccetto alcuni corsi e seminari; non richiede né iscrizione né titoli di studio.
Ma, d'altra parte, il Collège de France non conferisce titoli accademici, né attestazioni di frequenza, motivo per cui gli allievi lo frequentano solo per il desiderio di imparare. Nel vocabolario del Collège de France si dice che i professori non hanno studenti ma solo uditori.
Il Collège ha anche propri laboratori di ricerca e una biblioteca di livello internazionale.

## Architettura

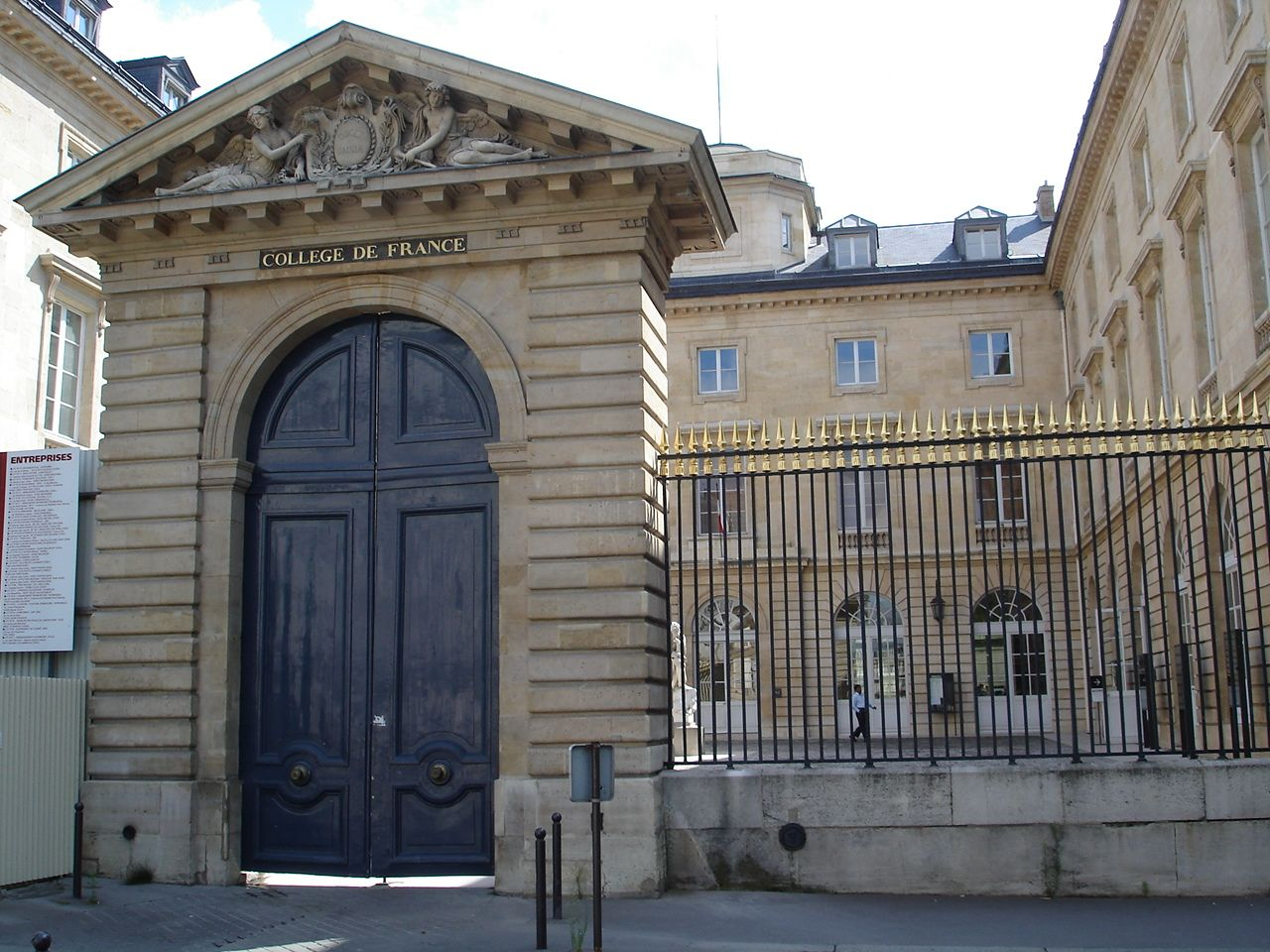
Ingresso da rue des Écoles

Il Collège royal si trasferì nella sede attuale durante il regno di Enrico II, nel luogo precedentemente occupato dal Collège de Tréguier e dal Collège de Cambrai. Enrico IV decise di unire i due collegi e di progettare un edificio unico al loro posto, per ospitare anche la Bibliothèque royale. L'assassinio del re impedì l'esecuzione del progetto e solo una parte del collegio previsto fu realizzata sotto la reggenza di Maria de' Medici (1612).
Nel 1772 i lavori diretti dall'architetto Jean Chalgrin realizzarono degli ingrandimenti intorno alla corte d'onore. Le ultime modificazioni datano alla metà dell'Ottocento e hanno dato al Collège de France l'aspetto attuale. A partire dal 1996 furono effettuati dei lavori che hanno creato dei nuovi spazi sotterranei.